# Tiếng Duy Ngô Nhĩ
Tiếng Duy Ngô Nhĩ hay tiếng Uyghur (ئۇيغۇر تىلى, Уйғур тили, Uyghur tili, Uyƣur tili hay ئۇيغۇرچە, Уйғурчә, Uyghurche, Uyƣurqə) là ngôn ngữ chính thức của người Duy Ngô Nhĩ với khoảng hơn 10 triệu người nói tại khu tự trị Tân Cương. Còn 300.000 người Duy Ngô Nhĩ sống ở Kazakhstan cũng nói ngôn ngữ này. Tại Kazakhstan và Uzbekistan có rất nhiều người nói sử dụng tiếng Duy Ngô Nhĩ như là ngôn ngữ chính, và một vài nhóm dân các nước láng giềng Trung Á cũng sử dụng ngôn ngữ này.
Tiếng Uyghur là ngôn ngữ chính thức của khu tự trị Tân Cương, được sử dụng rộng rãi trong cả hai lĩnh vực xã hội và chính trị, như in ấn, phát thanh, truyền hình, và được sử dụng như là ngôn ngữ phổ thông của cộng đồng người thiểu số ở Tân Cương.

## Tổng quát
Ở Tân Cương có hai ngôn ngữ chính thức là tiếng Hán và tiếng Duy Ngô Nhĩ. Có khoảng 80 tờ báo, tạp chí tổng cộng, 5 kênh truyền hình, 10 nhà xuất bản có sử dụng, phục vụ bằng tiếng Duy Ngô Nhĩ.

## Ngữ âm
|                     | Âm môi | Âm răng | Âm vòm miệng | Âm vòm mềm | Âm tắc thanh hầu |
| ------------------- | ------ | ------- | ------------ | ---------- | ---------------- |
| Phụ âm mũi          | m      | n       |              | ŋ          |                  |
| Phụ âm tắc          | p b    | t d     | tʧ dʒ        | k g        | ʔ                |
| Phụ âm xát          | f v    | s z     | ʃ ʒ          | x ɣ        | h                |
| Phụ âm rung         |        | r       |              |            |                  |
| Phụ âm chưa rõ ràng |        | l       | j            | w          |                  |